# Савез хокеја на леду Русије
Хокејашки савез Русије (рус. Федерация хоккея России) кровна је спортска организација задужена за хокеј на леду на подручју Руске Федерације. Међународна хокејашка федерација (ИИХФ) сматра ХСР легитимним правним наследником Хокејашког савеза Совјетског Савеза који је постао пуноправним чланом ИИХФ-а 1. априла 1952. године. 
Хокејашки савез Русије задужен је за функционисање професионалног и аматерског хокејашког спорта на подручју Русије, учествује у организацији домаћих и међународних клупских такмичења и координира рад репрезентативних селекција. 
Савез је 6. марта 2004. основао и Хокејашку кућу славних Русије (рус. Зал Славы ФХР). Седиште Савеза налази се у Москви. 

## Историја хокеја у Русији
Иако се хокеј на леду на подручју Русије играо још крајем 19. века, овај спорт је остао у сенци хокеја са лоптом (бендија) који је сматран руским националним спортом све до средине 20. века. Иако хокеј на леду није била популарна игра у то време постојало је неколико клубова чији представници су иницирали (заједно са представницима хокејашког спорта из Француске, Уједињеног Краљевства, Швајцарске, Белгије и Немачке Империје) и оснивање Међународне лиге хокеја на леду (претече ИИХФ-а). Међутим представници руске хокејашке школе се ипак нису појавили на инаугуративној седници посвећеној оснивању МЛХЛ која је одржана у Паризу 15. и 16. маја 1908. године. Тадашња Русија постаје пуноправним чланом Међународне хокејашке лиге 17. фебруара 1911. Међутим како чланство у овој организацији није донело очекивани позитиван утицај на развој хокеја на леду, Русија се већ 25. септембра исте године повукла из чланства. Реакције спортске јавности на нови вид хокеја (такозвани канадски хокеј) биле су веома оштре и често се истицала сумњичавост у вези са будућношћу овог спорта. Тако је о новој игри у магазину Физичко васпитање и спорт (рус. Журнал Физкультура и спорт) из 1932. (издање број 9) писало како „нова игра има примитиван и индивидуалан карактер, велики недостатак креативности и да се ни по једном основу не може мерити са хокејом са лоптом“.
Интензивнији развој хокеја на леду у Совјетском Савезу почиње са одлуком Свесовјетског комитета за спорт и физичку културу из 1946. о покретању националног првенства. Такмичење је почело 22. децембра исте године утакмицама у Москви, Лењинграду, Риги, Каунасу и Архангелску. Исте године основана је и Свехокејашка секција (ВСХ) (рус. Всесоюзная секция хоккея) која је поред хокеја на леду била задужена и за хокеј на трави и бенди. 
Прву међународну утакмици одиграли су хокејаши из Москве против чехословачке екипе ЛТЦ из Прага (и победили са 6:3) 1948. године. Три године касније, 1951. Олимпијски комитет Совјетског Савеза постао је пуноправни члан МОК-а, што је отворило простор и за чланство ВСХ у ИИХФ (што се и десило 1. априла 1952. године). Чланством у ИИХФ совјетски хокејаши су добили прилику да наступају у међународним такмичењима. 

Свехокејашка секција је 1. јула 1959. преименована у „Федерацију хокеја на леду и хокеја са лоптом СССР-а“ (рус. Федерация хоккея с шайбой и хоккея с мячом СССР). Посебно тело задужено искључиво за хокеј на леду основано је 17. октобра 1967. као „Совјетска хокејашка федерација“ (рус. Федерация хоккея СССР). У оквирима националне федерације постојала је и секција која је била задужена искључиво за хокеј на леду у тадашњој Руској СФСР. Као независно спортско тело Хокејашка федерација Русије (основана 12. новембра 1991) и службено је 19. јануара 1992. постала наследник некадашње совјетске федерације која је престала да постоји са распадом Совјетског Савеза.

## Ингеренције Савеза ХЛ Русије
ХС Русије задужен је за организацију и спровођење како професионалних тако и аматерских такмичења у хокеју на леду на подручју Руске Федерације. Под патронатом Савеза такође делује и научно-истраживачки центар посвећен овом спорту Хоккей основан 17. маја 2003.
Поред полупрофесионалних и аматерских такмичења, Савез коучествује и у организацији првенстава Континенталне хокејашке лиге и Више хокејашке лиге те Омладинске хокејашке лиге. 
Савез такође координира рад и сениорских и јуниорских репрезентативних селекција у обе конкуренције. Као део Олимпијског комитета Русије, Хокејашки савез Русије учествује и у организацији хокејашког турнира на Зимским олимпијским играма 2014. у Сочију. 

### Хокејашка кућа славних Русије
Хокејашки савез Русије је заједно са министарством омладине и спорта Руске Федерације 6. марта 2004. основао Хокејашку кућу славних. Чланови куће славних постају сви они који су својим радом и каријером утицали на унапређење и развој хокеја на леду на подручју Совјетског Савеза и Русије. 
Чланови куће славних ХСР-а (закључно са децембром 2013):
| - Владимир Аљфјер - Јевгениј Бабич - Олег Белаковски - Вјачеслав Биков - Валериј Васиљев - Алексеј Гуришев - Владимир Јегоров Кузмич - Сергеј Захватов - Александар Комаров - Анатолиј Кострјуков - Виктор Кузкин - Всеволод Бобров - Михаил Бичков - Александар Виноградов - Виталиј Давидов | - Павел Жибуртович - Јуриј Карандин - Јуриј Корољов - Јуриј Крилов - Борис Курагин - Алфред Кучевски - Борис Мајоров - Борис Михајлов - Григориј Мкртичан - Николај Пучков - Александар Рагулин - Анатолиј Сеглин - Генрих Сидоренков - Андреј Старовојтов - Вјачеслав Старшинов | - Валентин Сич - Анатолиј Тарасов - Виктор Тихонов - Владислав Третјак - Александар Уваров - Димитри Уколов - Вјачеслав Фетисов - Анатолиј Фирсов - Николај Хлистов - Андреј Хомутов - Аркадиј Чернишев - Николај Епштејн - Виктор Коноваленко - Валериј Харламов |

## Савез у бројкама
Према подаима ИИХФ за 2013, на подручју Русије регистровано је 66.550 играча хокеја на леду. Од тог броја њих око 3.000 су професионални играчи 8укључујући и око 550 хокејашица). Елитну судијску лиценцу поседовало је 13 судија. Хокејашку инфраструктуру чини 386 затворених терена и 2.064 хокејашка игралишта на отвореном.